# Sindaci di Paola
Di seguito l'elenco cronologico dei sindaci di Paola e delle altre figure apicali equivalenti che si sono succedute nel corso della storia.

## Regno di Napoli (1302-1816)

### Periodo Asburgo di Spagna (1516–1647)
| Periodo | Periodo | Primo cittadino            | Partito | Carica             | Note |
| ------- | ------- | -------------------------- | ------- | ------------------ | ---- |
| 1574    |         | Antonio Perimezo           |         | Sindaco            |      |
| 1581    |         | Giovanferdinando Romano    |         | Sindaco dei Nobili |      |
| 1581    |         | Angelo de Paula            |         | Giudice            |      |
| 1581    |         | Andrea Barranchello        |         | Sindaco Popolare   |      |
| 1592    |         | Scipio Romano              |         | Sindaco dei Nobili |      |
| 1592    |         | Andrea Barranchello        |         | Sindaco Popolare   |      |
| 1616    |         | cav. Giovanbattista Donati |         | Governatore        |      |

### Periodo Borbone di Spagna (Unione personale con la Spagna; 1700–1713)
| Periodo | Periodo | Primo cittadino    | Partito | Carica             | Note |
| ------- | ------- | ------------------ | ------- | ------------------ | ---- |
| 1701    |         | Francesco Catalano |         | Sindaco dei Nobili |      |
| 1701    |         | Carlo Marino       |         | Sindaco Popolare   |      |
| 1703    |         | Francesco Marchese |         | Sindaco dei Nobili |      |
| 1703    |         | Salvatore De Carlo |         | Sindaco Popolare   |      |
| 1704    |         | Domenico Loise     |         | Sindaco dei Nobili |      |
| 1704    |         | Nicola Guglielmino |         | Sindaco Popolare   |      |

### Periodo Borbone di Napoli (1735–1798)
| Periodo | Periodo | Primo cittadino    | Partito | Carica             | Note |
| ------- | ------- | ------------------ | ------- | ------------------ | ---- |
| 1754    |         | Nicolò Perrimezzi  |         | Sindaco dei Nobili |      |
| 1754    |         | Giuseppe Scorza    |         | Sindaco Popolare   |      |
| 1770    |         | Francesco Barbiero |         | Sindaco Popolare   |      |

### Periodo napoleonico

#### Periodo della Repubblica Napoletana (1799)
| Periodo | Periodo | Primo cittadino         | Partito | Carica                | Note |
| ------- | ------- | ----------------------- | ------- | --------------------- | ---- |
| 1799    |         | Giuseppe Antonio Zicari |         | Sindaco dei Nobili    |      |
| 1799    |         | Giuseppe Maria Genovese |         | Governatore e Giudice |      |
| 1799    |         | Nicola Argento          |         | Sindaco Popolare      |      |

#### Periodo del Regno di Napoli napoleonico (1806–1815)
| Periodo | Periodo | Primo cittadino         | Partito | Carica  | Note |
| ------- | ------- | ----------------------- | ------- | ------- | ---- |
| 1809    | 1810    | Isidoro de Carlo        |         | Sindaco |      |
| 1810    | 1811    | Filippo Fasano          |         | Sindaco |      |
| 1811    | 1812    | Pietro Maraviglia       |         | Sindaco |      |
| 1812    | 1815    | Carlo Maria De Filippis |         | Sindaco |      |

### Periodo Borbonico di Napoli (1816-1818)
| Periodo | Periodo | Primo cittadino  | Partito | Carica  | Note |
| ------- | ------- | ---------------- | ------- | ------- | ---- |
| 1815    | 1819    | Salvatore Baroni |         | Sindaco |      |

## Regno delle Due Sicilie (1818-1861)

### Periodo Borbonico delle Due Sicilie (1818-1861)
| Periodo | Periodo | Primo cittadino         | Partito | Carica  | Note |
| ------- | ------- | ----------------------- | ------- | ------- | ---- |
| 1819    | 1820    | Francesco de Vita       |         | Sindaco |      |
| 1820    | 1823    | Carlo Maria De Filippis |         | Sindaco |      |
| 1823    | 1827    | Salvatore Baroni        |         | Sindaco |      |
| 1827    | 1832    | Carmine Mandarino       |         | Sindaco |      |
| 1832    | 1835    | Vincenzo Valitutti      |         | Sindaco |      |
| 1835    | 1837    | Luigi Baroni            |         | Sindaco |      |
| 1838    | 1841    | Antonio Valitutti       |         | Sindaco |      |
| 1841    | 1844    | Giovanni Cerhciara      |         | Sindaco |      |
| 1844    | 1847    | Antonio Valitutti       |         | Sindaco |      |
| 1847    | 1851    | Antonio Baroni          |         | Sindaco |      |
| 1852    | 1856    | Francesco Maraviglia    |         | Sindaco |      |
| 1856    | 1860    | Domenico Perrotta       |         | Sindaco |      |

## Regno d'Italia (1861-1946)

### Carica di Sindaco nominata (1861-1889)
| Periodo | Periodo | Primo cittadino       | Partito | Carica                       | Note |
| ------- | ------- | --------------------- | ------- | ---------------------------- | ---- |
| 1861    | 1864    | Natale Logatto        |         | Sindaco nominato dal Governo |      |
| 1864    | 1866    | Nicola Miceli Picardi |         | Sindaco nominato dal Governo |      |
| 1866    | 1866    |                       |         | Commissario                  |      |
| 1866    | 1871    | Giuseppe Valitutti    |         | Sindaco nominato dal Governo |      |
| 1871    | 1873    | Vincenzo Fuoco        |         | Prosindaco                   |      |
| 1873    | 1880    | Giuseppe Valitutti    |         | Sindaco nominato dal Governo |      |
| 1880    | 1881    |                       |         | Commissario                  |      |
| 1881    | 1884    | Nicola Miceli Picardi |         | Sindaco nominato dal Governo |      |
| 1884    | 1884    |                       |         | Commissario                  |      |
| 1884    | 1889    | Nicola Desiato Itria  |         | Sindaco nominato dal Governo |      |

### Carica di Sindaco elettiva (1889-1926)
| Periodo | Periodo | Primo cittadino         | Partito                    | Carica      | Note |
| ------- | ------- | ----------------------- | -------------------------- | ----------- | ---- |
| 1889    | 1895    | Pasquale Valitutti      |                            | Sindaco     |      |
| 1895    | 1897    | Giuseppe Cilento        |                            | Sindaco     |      |
| 1897    | 1899    | Vincenzo Baroni         |                            | Sindaco     |      |
| 1899    | 1899    |                         |                            | Commissario |      |
| 1899    | 1902    | Giuseppe Miceli Picardi |                            | Sindaco     |      |
| 1902    | 1903    |                         |                            | Commissario |      |
| 1903    | 1904    | Giuseppe Miceli Picardi |                            | Sindaco     |      |
| 1904    | 1905    | Filippo Cinelli         |                            | Sindaco     |      |
| 1905    | 1906    | Giuseppe Miceli Picardi |                            | Sindaco     |      |
| 1906    | 1908    |                         |                            | Commissario |      |
| 1908    | 1919    | Gustavo Pizzini         | Partito Socialista         | Prosindaco  |      |
| 1919    | 1920    |                         |                            | Commissario |      |
| 1920    | 1921    | Albino Paolo De Seta    | Partito Popolare           | Sindaco     |      |
| 1921    | 1923    | Domenico Miceli Picardi | Partito Popolare           | Sindaco     |      |
| 1923    | 1935    |                         |                            | Commissario |      |
| 1925    | 1926    | Gustavo Pizzini         | Partito Nazionale Fascista | Sindaco     |      |

### Periodo dell'ordinamento podestarile (1927-1943)
| Periodo | Periodo | Primo cittadino         | Partito | Carica      | Note |
| ------- | ------- | ----------------------- | ------- | ----------- | ---- |
| 1926    | 1930    |                         |         | Commissario |      |
| 1930    | 1931    | Carlo Perrimezzi        |         | Podestà     |      |
| 1931    | 1933    |                         |         | Commissario |      |
| 1933    | 1933    | Antonio Ferrari         |         | Podestà     |      |
| 1933    | 1936    |                         |         | Commissario |      |
| 1936    | 1938    | Domenico Miceli Picardi |         | Podestà     |      |
| 1938    | 1939    |                         |         | Commissario |      |
| 1939    | 1941    | Carlo Vitali            |         | Podestà     |      |

### Periodo costituzionale transitorio (1943-1946)
| Periodo | Periodo | Primo cittadino | Partito | Carica      | Note |
| ------- | ------- | --------------- | ------- | ----------- | ---- |
| 1941    | 1944    |                 |         | Commissario |      |
| 1944    | 1946    | Sergio Pizzini  |         | Podestà     |      |

## Repubblica Italiana (1946-oggi)

### Elezione consiliare del Sindaco (1946-1993)
| Periodo | Periodo | Primo cittadino            | Partito                     | Carica      | Note |
| ------- | ------- | -------------------------- | --------------------------- | ----------- | ---- |
| 1946    | 1952    | Sergio Pizzini             | Democrazia Cristiana        | Sindaco     |      |
| 1952    | 1956    | Emilio Carnevale           | Comitato Civico             | Sindaco     |      |
| 1956    | 1962    | Antonio Logatto            | Democrazia Cristiana        | Sindaco     |      |
| 1962    | 1964    |                            |                             | Commissario |      |
| 1964    | 1966    | Mario Carmelo Grossi       | Democrazia Cristiana        | Sindaco     |      |
| 1966    | 1967    | Ettore Carnevale           | Sinistra Cattolica          | Sindaco     |      |
| 1968    | 1969    | Francesco Marcelli         | Democrazia Cristiana        | Sindaco     |      |
| 1969    | 1973    | Alberto Stillo             | Democrazia Cristiana        | Sindaco     |      |
| 1973    | 1977    | Antonio Eboli              | Partito Socialista Italiano | Sindaco     |      |
| 1977    | 1978    | Annunziata Gallo           | Democrazia Cristiana        | Sindaco     |      |
| 1978    | 1978    |                            |                             | Commissario |      |
| 1978    | 1979    | Annunziata Gallo           | Democrazia Cristiana        | Sindaco     |      |
| 1979    | 1983    | Francesco Argentino Mileto | Democrazia Cristiana        | Sindaco     |      |
| 1983    | 1987    | Francesco Lo Giudice       | Partito Socialista Italiano | Sindaco     |      |
| 1987    | 1990    | Antonio Pizzini            | Democrazia Cristiana        | Sindaco     |      |
| 1990    | 1993    | Francesco Argentino Mileto | Democrazia Cristiana        | Sindaco     |      |

### Elezione diretta del Sindaco (1993-oggi)
| Periodo          | Periodo          | Primo cittadino        | Partito                                                    | Carica      | Note |
| ---------------- | ---------------- | ---------------------- | ---------------------------------------------------------- | ----------- | ---- |
| 6 giugno 1993    | 27 aprile 1997   | Antonella Bruno Ganeri | Partito Democratico della Sinistra                         | Sindaco     |      |
| 27 aprile 1997   | 13 maggio 2001   | Antonella Bruno Ganeri | Partito Democratico della Sinistra Democratici di Sinistra | Sindaco     |      |
| 13 maggio 2001   | 25 maggio 2003   | Giovanni Gravina       | Forza Italia                                               | Sindaco     |      |
| 25 maggio 2003   | 27 maggio 2007   | Roberto Perrotta       | Democratici di Sinistra                                    | Sindaco     |      |
| 27 maggio 2007   | 6 maggio 2012    | Roberto Perrotta       | Indipendente di centro-sinistra                            | Sindaco     |      |
| 6 maggio 2012    | 26 giugno 2017   | Basilio Ferrari        | Il Popolo della Libertà                                    | Sindaco     |      |
| 26 giugno 2017   | 26 giugno 2022   | Roberto Perrotta       | Indipendente di centro-sinistra                            | Sindaco     |      |
| 26 giugno 2022   | 20 febbraio 2025 | Giovanni Politano      | Coalizione civica                                          | Sindaco     |      |
| 21 febbraio 2025 | 26 maggio 2025   | Lucia Iannuzzi         |                                                            | Commissario |      |
| 27 maggio 2025   | in carica        | Roberto Perrotta       | Partito Socialista Italiano                                | Sindaco     |      |